# España en la Copa Mundial de Fútbol de 1966
España es una de las 16 selecciones participantes en la Copa Mundial de Fútbol de Inglaterra 1966, la cual es su cuarta participación en un mundial y segunda de manera consecutiva.

## Clasificación
Originalmente España iba a enfrentar en una triangular a Irlanda y Siria para definir a un clasificado, pero Siria abandonó el torneo por apoyar el boicot africano por la injusticia de que África no tuviera clasificados directos al mundial.

### Grupo 9
| Pos. | País    | J        | G        | E        | P        | GF       | GC       | GD       | Pts      |
| ---- | ------- | -------- | -------- | -------- | -------- | -------- | -------- | -------- | -------- |
| 1=   | España  | 2        | 1        | 0        | 1        | 4        | 2        | +2       | 2        |
| 1=   | Irlanda | 2        | 1        | 0        | 1        | 2        | 4        | −2       | 2        |
| —    | Siria   | Abandonó | Abandonó | Abandonó | Abandonó | Abandonó | Abandonó | Abandonó | Abandonó |

| 5-5-1965 | Irlanda           | 1–0     | España | Dalymount Park, Dublin, República de Irlanda          |                                                       |
|          | Iribar 61' (a.g.) | Reporte |        | Asistencia: 40,772 espectadores Árbitro(s): Callaghan | Asistencia: 40,772 espectadores Árbitro(s): Callaghan |

| 27-10-1965 | España                           | 4–1     | Irlanda    | Estadio Ramón Sánchez Pizjuán, Sevilla, España      |                                                     |
|            | Pereda 40' 43' 58' · Lapetra 63' | Reporte | McEvoy 26' | Asistencia: 29,452 espectadores Árbitro(s): Freitas | Asistencia: 29,452 espectadores Árbitro(s): Freitas |

### Desempate
| 10-11-1965 | España     | 1–0     | Irlanda | Stade Olympique Yves-du-Manoir, París, Francia       |                                                      |
|            | Ufarte 80' | Reporte |         | Asistencia: 35,731 espectadores Árbitro(s): Schwinte | Asistencia: 35,731 espectadores Árbitro(s): Schwinte |

## Jugadores
Estos son los 22 jugadores convocados para el torneo, que junto a Alemania Federal y Francia eran las únicas selecciones con jugadores provenientes de ligas extranjeras:

## Resultados
España fue eliminada en el grupo 2.
| País             | J | G | E | P | GF | GC | PTS |
| ---------------- | - | - | - | - | -- | -- | --- |
| Alemania Federal | 3 | 2 | 1 | 0 | 7  | 1  | 5   |
| Argentina        | 3 | 2 | 1 | 0 | 4  | 1  | 5   |
| España           | 3 | 1 | 0 | 2 | 4  | 5  | 2   |
| Suiza            | 3 | 0 | 0 | 3 | 1  | 9  | 0   |

| 13 de julio de 1966 | Argentina      | 2–1     | España    | Villa Park, Birmingham                                         |                                                                |
|                     | Artime 65' 79' | Reporte | Pirri 71' | Asistencia: 42,738 espectadores Árbitro(s): Dimiter Rumentchev | Asistencia: 42,738 espectadores Árbitro(s): Dimiter Rumentchev |

| 15 de julio de 1966 | España                    | 2–1     | Suiza       | Hillsborough Stadium, Sheffield                            |                                                            |
|                     | Sanchís 57' · Amancio 75' | Reporte | Quentin 28' | Asistencia: 32,028 espectadores Árbitro(s): Tofiq Bahramov | Asistencia: 32,028 espectadores Árbitro(s): Tofiq Bahramov |

| 20 de julio de 1966 | Alemania Federal          | 2–1     | España    | Villa Park, Birmingham                                      |                                                             |
|                     | Emmerich 38' · Seeler 84' | Reporte | Fusté 22' | Asistencia: 42,187 espectadores Árbitro(s): Armando Marques | Asistencia: 42,187 espectadores Árbitro(s): Armando Marques |